# Earl of Inverness
Earl of Inverness (Schottisch-Gälisch: Iarla Inbhir Nis) ist ein erblicher britischer Adelstitel, der viermal in der Peerage of the United Kingdom verliehen wurde. Der Titel wurde stets als nachgeordneter Titel für ein Mitglied der britischen königlichen Familie geschaffen. Der Titel ist nach der schottischen Stadt Inverness benannt.

## Verleihung
Der Titel wurde erstmals am 27. November 1801 zusammen mit den Titeln Duke of Sussex und Baron Arklow an Prinz Augustus Frederick, den sechsten Sohn des Königs Georg III. verliehen. Da er keinen legitimen Erben hinterließ erloschen die Titel bei seinem Tod am 21. April 1843.
In zweiter Verleihung wurde der Titel am 24. Mai 1892 zusammen mit den Titeln Duke of York und Baron Killarney an Prinz Georg, den zweiten Sohn des Königs Eduard VII. Beim Tod seines Vaters 1910 folgte er diesem als König Georg V. und seine Titel verschmolzen mit der Krone.
In dritter Verleihung wurde der Titel am 3. Juni 1920 zusammen mit den Titeln Duke of York und Baron Killarney an Prinz Albert, den zweiten Sohn des Königs Georg V. Bei der Abdankung seines Bruders König Eduards VIII. 1936 folgte er diesem als König Georg VI. und seine Titel verschmolzen mit der Krone.
In vierter Verleihung wurde der Titel am 23. Juli 1986 zusammen mit den Titeln Duke of York und Baron Killyleagh an Prinz Andrew den zweiten Sohn von Königin Elisabeth II. verliehen. Da er keine Söhne hat, existiert aktuell kein Titelerbe (Heir apparent).

## Liste der Titelinhaber

### Earls of Inverness, erste Verleihung (1801)
- Prinz Augustus Frederick, Duke of Sussex (1773–1843)

### Earls of Inverness, zweite Verleihung (1892)
- Prinz George, Duke of York (1865–1936), 1910 mit Krone verschmolzen

### Earls of Inverness, dritte Verleihung (1920)
- Prinz Albert, Duke of York (1895–1952), 1936 mit Krone verschmolzen

### Earls of Inverness, vierte Verleihung (1986)
- Prinz Andrew, Duke of York (* 1960)